# Elbenia loliifolia
Elbenia loliifolia är en insektsart som först beskrevs av Wilhem de Haan 1842.  Elbenia loliifolia ingår i släktet Elbenia och familjen vårtbitare. Inga underarter finns listade i Catalogue of Life.